# Gastromyzon ocellatus
Gastromyzon ocellatus is een straalvinnige vissensoort uit de familie van de steenkruipers (Balitoridae). De wetenschappelijke naam van de soort is voor het eerst geldig gepubliceerd in 2004 door Tan & Ng.